# Гоцій Василь
Гоцій Василь (Псевдо:«Вир», «Волос», «Жест», «Марс», «Орлик», «Тиміш», «Чорний»; 1907, Боброїди, Жовківський район, Львівська область — 21 березня 1946, біля с. Сопіт, Сколівський район, Львівська область) — лицар Срібного хреста заслуги УПА.

## Життєпис
Член товариства «Просвіта» та ОУН з 1930-х років. У 1937 році заарештований польською поліцією та засуджений до 3 років ув'язнення, вийшов на волю у вересні 1939 року. У 1939—1941 роках — на еміграції, звідки повернувся на початку війни. Керівник Жовківського повітового проводу ОУН (1941), організатор і керівник друкарні Проводу ОУН «Прага» (осінь 1941 — осінь 1943), організатор та технічний керівник підпільної радіостанції «Самостійна Україна» («Вільна Україна», криптонім «Афродита») у Карпатах (осінь 1943 — 04.1945), керівник технічної ланки Головного осередку пропаганди при Проводі ОУН (04.1945-03.1946). 

## Нагороди
- Згідно з Наказом Головного військового штабу УПА 3/47 від 5.12.1947 року керівник технічної ланки Головного осередку пропаганди при Проводі ОУН Василь Гоцій–«Жест» нагороджений Срібним хрестом заслуги УПА.